# رسول‌آباد علیا
تاج آباد علیا، روستایی از توابع بخش مرکزی شهرستان بهار در استان همدان ایران است.

## جمعیت
این روستا در دهستان آبرومند قرار دارد و براساس سرشماری مرکز آمار ایران در سال ۱۳۹۵، جمعیت آن ۱۳۴ نفر (۳۵خانوار) بوده‌است.

## وجه تسمیه
تاج آباد در میان عوام یعنی توسط پادشاه آباد شده یا احتمالا پادشاهی هنگام سفر با خدم و حشم در آنجا اطراقی داشته است. 
تاج‌آباد بالا و تاج‌آباد پایین همدان گاهی خویشاوندی دو دهکده را در ذهن به تصویر می‌کشد، اما کاملا خطاست این دو روستا به لحاظ ریشه قومی یا قبیله‌ای از یکدیگر متمایز هستند. 

## نگارخانه

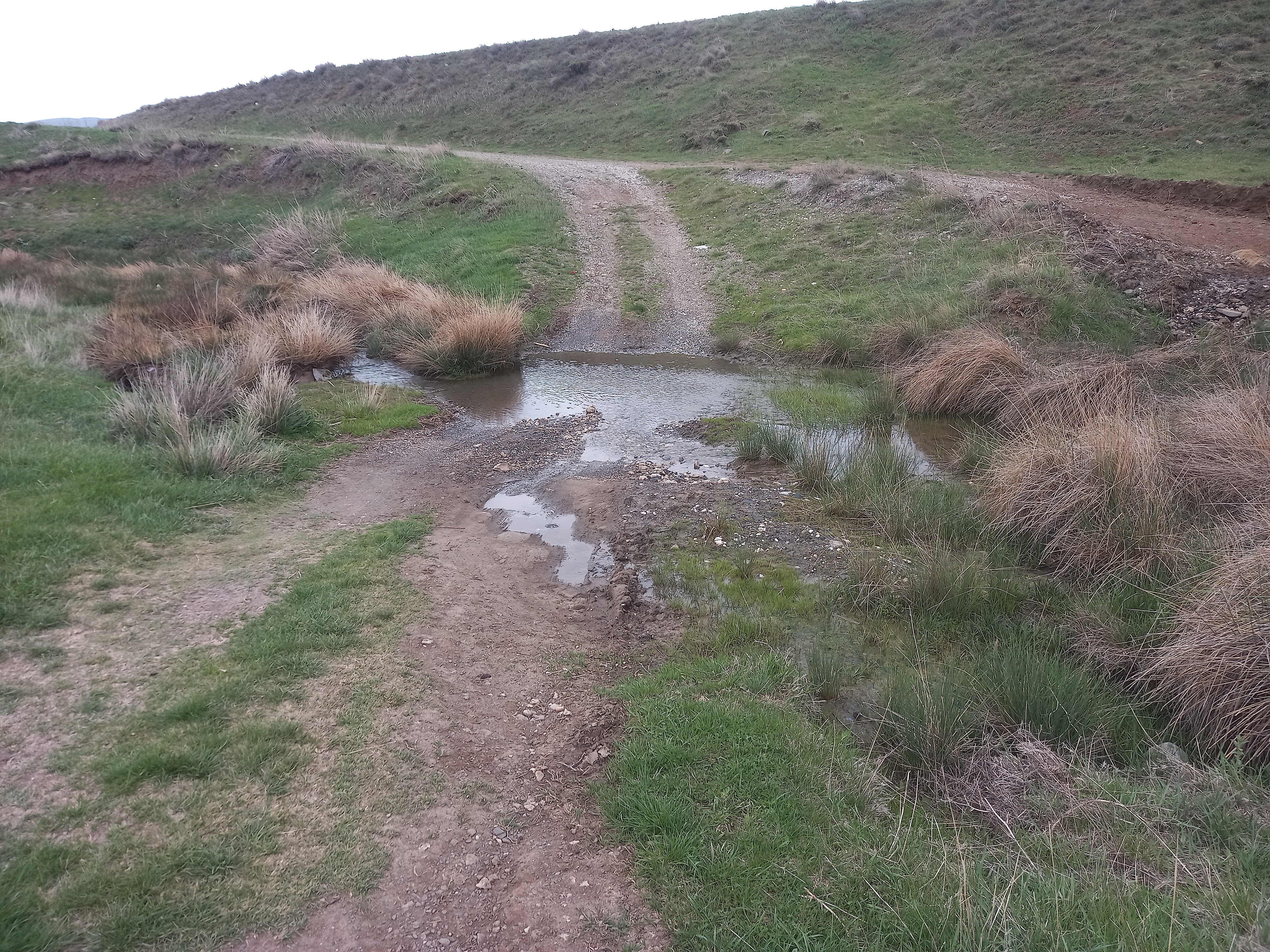
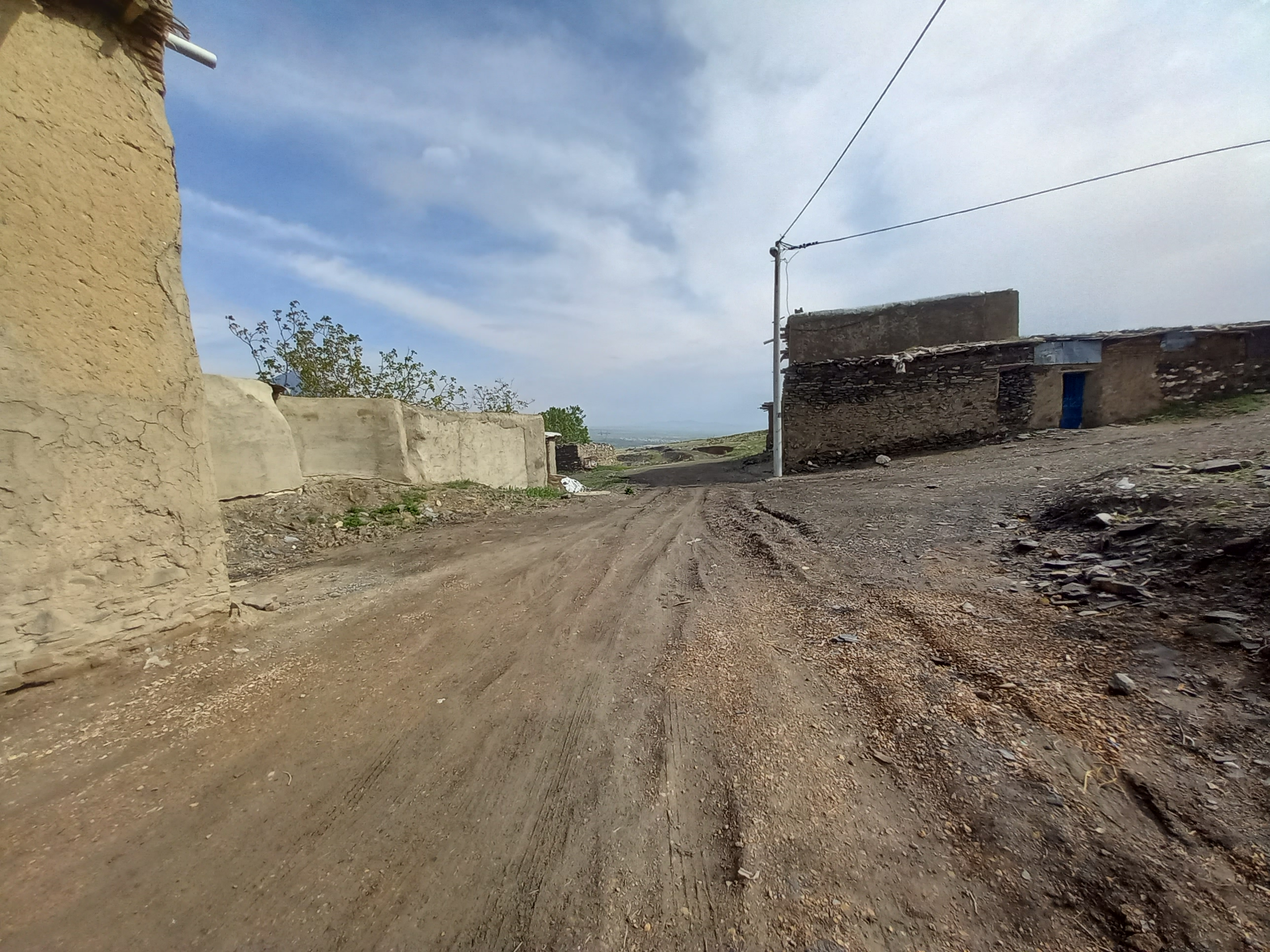
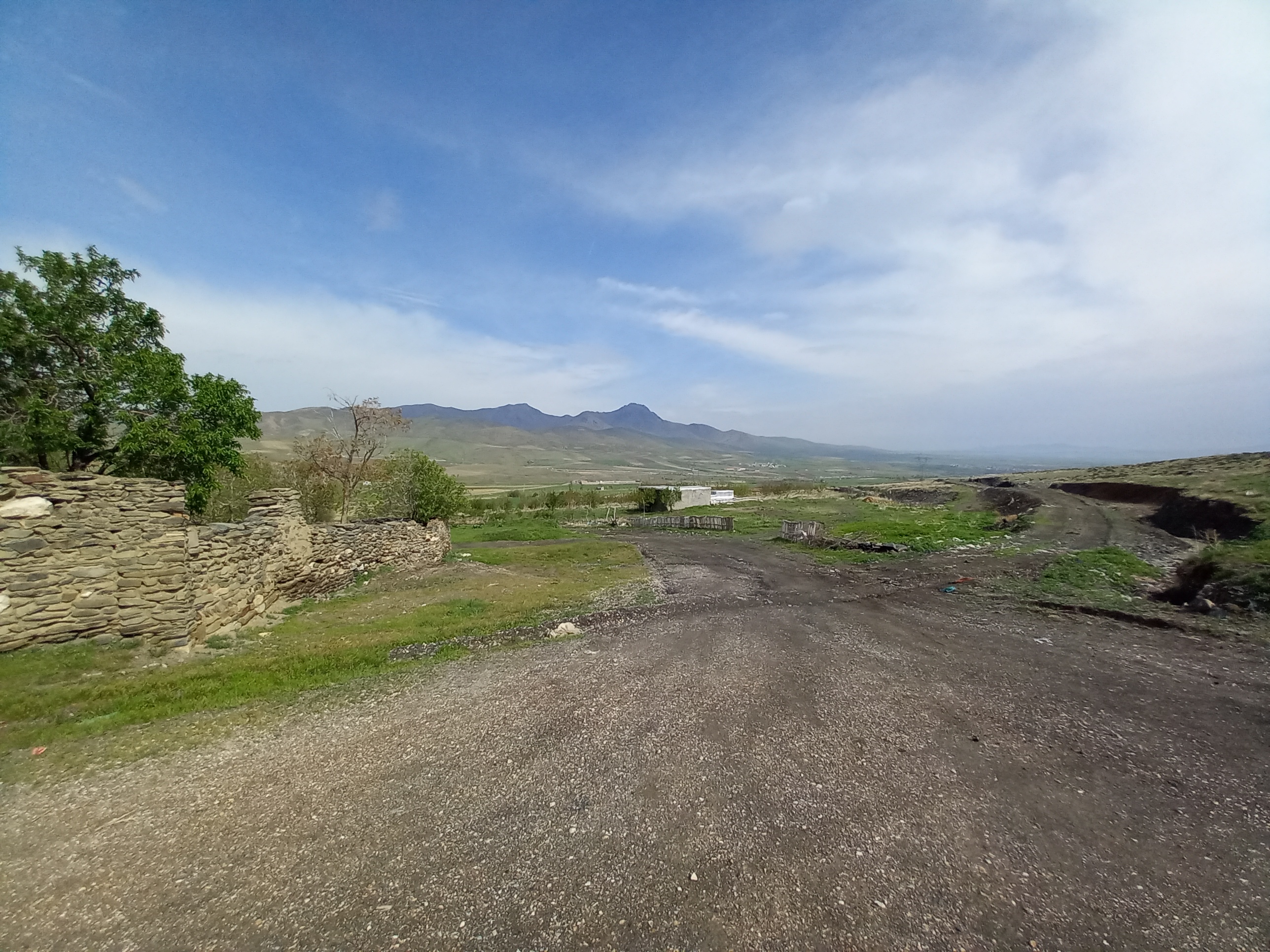
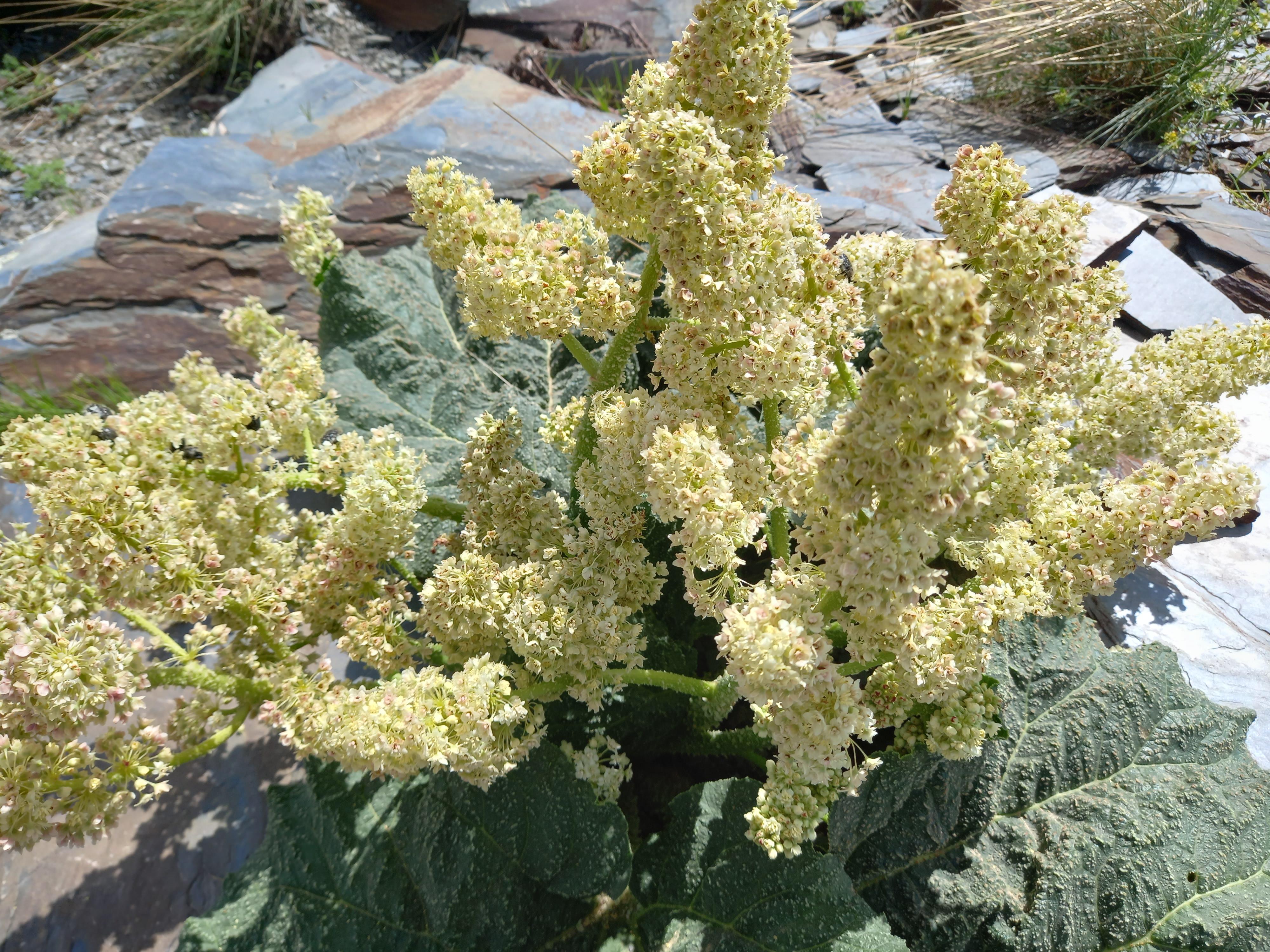